# Kisar
Kisar is een klein eiland in Indonesië, gelegen in de provincie Maluku. Vanaf de zuidkust kan men Oost-Timor zien liggen.
De naam van het eiland, Kisar, komt voort uit de vraag van de eerste VOC ambtenaar of officier die in 1665 voet aan wal zette en, wijzende naar het witte zand - Kiasar - onder zijn voeten, vroeg hoe het er heette.
De 6000 mensen tellende bevolking bestaat, begin 20e eeuw, uit een aantal kasten. De 'inheemse' bewoners alleen al zijn onderverdeeld in de Marna (adel), de Wahoeroe (boeren) en de Stam (vroegere slaven) in de verhouding 1 : 20 : 3. Naar alle waarschijnlijkheid, zijn de Wahoeroe de eigenlijke oorspronkelijke bewoners.

## Bestuurlijke geschiedenis
In staatkundig opzicht is het eiland een aantal keren van bestuur veranderd:
- 1665: VOC - provincie Banda
- 1795: Engels
- 1803: achtereenvolgens Bataafse Republiek, Koninkrijk Holland, Franse Keizerrijk
- 1810: Engels
- 1817: Koninkrijk der Nederlanden - Gouvernement der Molukken, Koninkrijk der Nederlanden - Residentie Amboina
- 1912: Koninkrijk der Nederlanden - Residentie Timor
- 1926: Koninkrijk der Nederlanden - Gouvernement der Molukken

## De geschiedenis van de mestiezen van Kisar
Na 1665 wordt er op Kisar een wisselend aantal militairen gestationeerd. De afstammelingen van enkele van deze Europese militairen en hun Kisarese echtgenotes, worden de mestiezen van Kisar genoemd. De namen van deze families zijn Joostensz (Joostensz was geen afstammeling van een soldaat, maar een Mesties-klerk van Banda), Wouthuysen, Caffin (de oorspronkelijke Duitse naam was Gaving)  Lerrick, Peelman, Lander, Ruff, Belmin (uit de naam Belmin ontstond naast Belmin ook de naam Belder), Coenradi, Van Delsen, Schilling en Bakker (Bakker is geen Mesties, hij was een Kisarees die Pakar heette, waar de Nederlanders Bakker van maakten).
Wanneer de aanduiding mesties, betekenend mens van gemengd ras, in Nederlands-Indië vanwege moderner wordende opvattingen steeds minder gebruikt wordt, blijft de term op Kisar mede als gevolg van het isolement van het eiland met trots gedragen worden. De mestiezen trouwen dan ook vaak alleen met andere mestiezen.
De bevoorrechte positie en het aanzien van de mestiezen verslechteren daarentegen, dit na het verdwijnen van de Nederlandse bestuurlijke zetel op Kisar in 1819. Levensonderhoud moet in plaats van uit soldij voorzien worden uit een klein stukje grond; de Nederlandse taal wordt niet tot nauwelijks meer gesproken. Het duurt tot na 1918 voordat de Nederlandse regering na herhaaldelijke verzoeken ingrijpt en voor de 10 overgebleven families huizen laat bouwen in Kupang, de hoofdstad van West-Timor, teneinde hun kinderen in staat te stellen een Europese school te kunnen bezoeken.
Het ontstaan van een kleine besloten groep Europees-Aziatische mestiezen is begin vorige eeuw voor de Duitse Professor Ernst Rodenwaldt aanleiding geweest voor een erfelijkheidsonderzoek. Twee boeken met zijn bevindingen, getiteld 'De Mestiezen op Kisar', zijn begin 20e eeuw gepubliceerd en beschrijven de antropologie, biologie en ergologie van de mestiezen. Onderdeel hiervan zijn de stambomen van de verschillende families en delen van hun geschiedenis en die van het eiland.